# 펫박스
펫박스(Petbox)는 대한민국의 전자 상거래(E-Commerce)  웹사이트이다. 대한민국 최초의 반려동물용품 섭스크립션 커머스 (Subscription Commerce)를 런칭하였으며, 2018년 기준 국내 1위 업체이다.
이후 후발업체들인 펫츠비, 베이컨박스, 돌로박스, 핏펫이 있다. 본사는 대한민국 서울 마포구 와우산로30길 18 5층 위치하고 있다. 2014년 7월 11일, 한밭대학교 창업대학원을 졸업 후 이현석 대표가 창업했다.
2016년 대한민국 1위 엑셀러레이터 매쉬업엔젤스의 이택경 대표(다음 Daum 창업자 출신)로부터 투자를 받았다. 포털업체 '다음(Daum)은 2005년까지 대한민국 인터넷 시장을 주도한 포털사이트로 2014년 5월 카카오를 흡수 합병했다.
펫박스는 대전유기견보호소 사랑쉼터에 물품 기부를 통하여 사랑나눔 캠페인을 지속적으로 시작하였고, 신생 벤처기업임에도 불구하고 매달 수익금의 1%를 유기견 보호소에 기부하며 사회적 인식 개선에 앞장서고 있다.
2017년 동아일보가 주최하고 산업통상자원부재단에서 진행된 기술사업화대상 시상식에서 과학기술정보통신부장관 대상을 수상했다. 분야는 빅데이터 분석 및 마이닝 기술 발전에 기여했다.
특히 2015년 매출 14억에서  '가족친화인증기업'으로 선정되었다.
한국산업인력공단과 약정체결하여 펫박스 직원들에게 일학습병행제 참여로 돈도 벌고, 경력도 쌓고, 자격증도 따고, 학사/석사 등 학위를 받으며, 군대 문제까지 해결할 수 있는 정책을 추진했다.
펫박스는 한국전자통신연구원(ETRI)로부터 인공지능 기술을 이전받고, 텍스트 빅데이터 분석 및 마이닝 기술 개발에 성공함으로써 8백만 건이 넘는 반려동물 데이터를 확보했으며 2018년 과학기술정보통신부 장관 대상을 수상한 바 있다.
2019년 중소기업벤처부 장관 박영선으로부터 벤처창업 진흥유공 포상 표창장을 수여받았다. 개인화 추천기술을 통해 반려동물 관련 정보를 기반으로 맞춤형 상품을 추천하는 서비스를 제공한다.
2020년 천하제일사료와 펫박스 반려동물 사료 2톤 공동기부를 하였고, 펫산업 선도 대기업과 반려동물용품 구독경제 벤처가 손잡아 사회공헌 활동을 통해 반려동물 산업에서 대기업 및 중소기업의 상생모델을 구축해 주목받았다.
2021년 펫박스는 탑스타 이효리와 함께 제주도 유기동물보호소에 봉사활동을 하였고, 펫박스의 스트롱독 대형견 울타리 1억원 견사를 기부하였다. 이날 봉사활동 현장을 담은 브이로그 영상은 펫박스TV에서 확인할 수 있다.
2021년 12월15일 롯데홈쇼핑과 공동 상품 개발 및 제작하여 온오프라인 유통채널을 통하여 판매하기로 전략적 업무 협약을 체결하였다.
2022년 1월 CJ대한통운과 퀵커머스 MOU 체결을 밝혔다. 2022년 10월 03일 삼성전자, e식품관 연계한 '삼성전자 멤버십 플랜'으로 e식품관 입점 식품 브랜드는 펫박스, CJ제일제장, CJ푸드빌,hy(구한국야쿠르트), 농협, 라이블리, NH팜, 대상, 동원, 롯데제과,랭킹닭컴, 선진, 신세계푸드, 오뚜기, 풀무원, 프레시지 등 21개 브랜드로 참여했다.
2022년 11월 23일 e식품관 100만 돌파 기념 '가전식 콜라보 기획전' 진행에 BESPOKE 제트봇 x 펫박스로 콜라보 기획전에 참여했고, 삼선전자에 따르면, 자사 인기 제품과 식품을 연계한 '가전식 콜라보 기획전'을 선보였다.
2023년 전국 애견 훈련소 프랜차이즈인 키움플레이와 MOU 체결을 밝혔다.
2024년 2월 중소벤처기업부로 부터 성과공유 기업으로 선정 되었다.  펫박스는 사조동아원과 MOU 체결을 밝혔다.
2024년 11월 15일 중소벤처기업부가 주최하고 한국경영혁신중소기업협회(메인비즈협회)는 14일부터 15일까지 1박2일간 '2024 중소기업 기술.경영 혁신대전'을 개최한다. 펫박스는 IR 피칭후 우수 기업에 최종 선정되어 투자 의향서를 전달했다.
2025년 2월 20일 펫박스 대표 이현석은 "현행 식품위생법 제36조에 따른 시행규칙상 음식이나 주류를 판매하는 영업장에서 동물 출입을 허용하는 경우 반려동물과 반려인의 공간을 분리하도록 돼 있다"며 "이 조항은 거의 사문화된 만큼 이제는 동반 출입 여부를 업체들이 자율적으로 결정하도록 해야 한다"고 말했다. 이는 2025년 3월 15일 반려동물 출입 완화로 이어졌다.
2025년 5월 19일 펫박스는 금융위원회로 부터 "혁신 프리미어 1000"에 선정되었다고 밝혔다. ‘혁신 프리미어 1000′은 금융·산업간 협업을 통해 산업별 우수 기업을 집중적으로 지원하기 위한 프로그램이다. 기존에 운영하던 정책 지원 제도를 통합해 우수 기업에 실효성 있는 지원을 제공하고자 지난해 말 도입됐다.정책금융 종합지원반을 통해 금리, 한도, 보증비율 등에서 최고 수준의 금융 혜택을 제공받게 된다. 산업은행은 전용 상품 이용 시 대출 금리를 최대 0.9%포인트 감면하고, 중소기업은행과 한국수출입은행은 각각 최대 1.5%포인트, 1.0%포인트의 금리 감면 혜택을 제공한다. 신용보증기금과 기술보증기금은 각각 최대 150억, 200억원까지 보증 한도를 확대 적용한다. 여기에 더해 성장 단계와 산업 특성을 반영한 맞춤형 컨설팅, 투자 연계, 해외 진출 지원 등 다양한 비금융 지원도 함께 제공된다..
2025년 7월 3일 펫박스는 삼성전자와 함께 삼성 헬스內 '걷기 챌린지' 이벤트를 진행하여 걸으면 반려동물 할인 쿠폰을 지급했다.